# 乗車券
乗車券（じょうしゃけん、英語: passenger ticket）は、鉄道車両やバスに旅客が乗るためのチケット。
一般に旅客運送契約に基づき運送を請求することのできる権利を証明又は表章する（すなわち交通機関を利用するための）有価証券をいう。
日常語では「切符」と呼ばれるが、「切符」の意味の範囲は「乗車券」より広い。詳細は切符を参照。

## 概要
旅客の運送に対して、交通事業者との間に契約を結び、運賃を支払うことによって発行される。一括してプリペイドカード（乗車カード）等によって支払われる場合もあり、この場合は、乗車券を購入せず、下車時に精算することで交通機関を利用することができる。
運送中は携帯が義務付けられ、係員が提示を求めた際には、遅滞なく提示する義務を負う。
乗車券は主に鉄道や路線バスなどの陸上公共交通機関で使われる用語で、船の場合には乗船券（じょうせんけん）、航空会社の場合には航空券（こうくうけん）という。
なお、JRの連絡船の切符は「鉄道網と一体の輸送機関」という位置づけから、航路でありながら鉄道の乗車券として扱われ、「乗船券」とは呼ばれない。
旅行会社ではJRの乗車券類（JR券）と航空券以外のものを総称して「船車券」（せんしゃけん）と呼ぶものがあるが、これは旅行会社からの支払額を記入した小切手・バウチャー同様の存在でもあり、乗車券類と引き換えないと利用出来ないケースがある。

## 乗車券の種類
乗車券には運送の内容の相違と相互対応して多くの種類がある。なお、乗車券は座乗して運送される権利に関する証券であるが、急行券や寝台券、座席指定券のように特定の状態で運送される権利に関する証券が特殊料金券（料金券）として別に設けられることも多い。

### 普通乗車券と割引乗車券
普通乗車券（Ordinary ticket）とは、標準的な賃率に基づく運賃により発券された乗車券をいう。なお、Local ticketも普通乗車券と訳されるが意味が異なる（後述）。
割引乗車券（Reduced ticket）とは、標準的な賃率よりも幾分割引されて発売される乗車券をいう。割引乗車券は乗客の運賃負担力、公益目的、割引による利用客の勧誘など様々な目的で設けられる。定期乗車券（定期券）、回数乗車券（回数券）、団体乗車券などである。

### 片道乗車券と往復乗車券
目的地までの片道の乗車券を片道乗車券、往券と復券が連続している乗車券を往復乗車券という。
JR旅客6社の往復乗車券の発売と往復乗車割引は2026年3月からは廃止される。

### 乗合乗車券と貸切乗車券
多数の公衆が利用し混合乗車する場合の乗車券を乗合乗車券（普通乗車券）、一室または一車両を貸し切りにする場合の乗車券を貸切乗車券という。

### 普通乗車券と連帯乗車券
普通乗車券（Local ticket）とは、運送が同一の路線のみに限られた乗車券（自線乗車券）をいう。
連帯乗車券（Interline ticket）とは、運送が数個の路線（または船舶航路）にまたがる乗車券（通し乗車券）をいう。

### 企画乗車券
- 企画乗車券
  - 特別企画乗車券　- 青春18きっぷなど
  - 周遊きっぷなど

## 乗車券の素材

### 硬券
硬券（こうけん）は硬い厚紙で作られた乗車券のことで、鉄道などの乗車券として古くから用いられた。定義は曖昧だが、柔らかめの硬券を「半硬券」と称することもある。
あらかじめ発駅と着駅とが印刷された券を準備しなければならず、非常に沢山の種類の券を準備する必要があった。硬券を準備するための収納器具を硬券差（硬券ホルダーとも）という。需要がそれほど見込めない駅に対しにはいくつかの着駅を券面に予め印刷しておき、その駅の直下部を切り落として使う準常備式乗車券や、発駅・着駅が未記入の補充型乗車券も見られた。

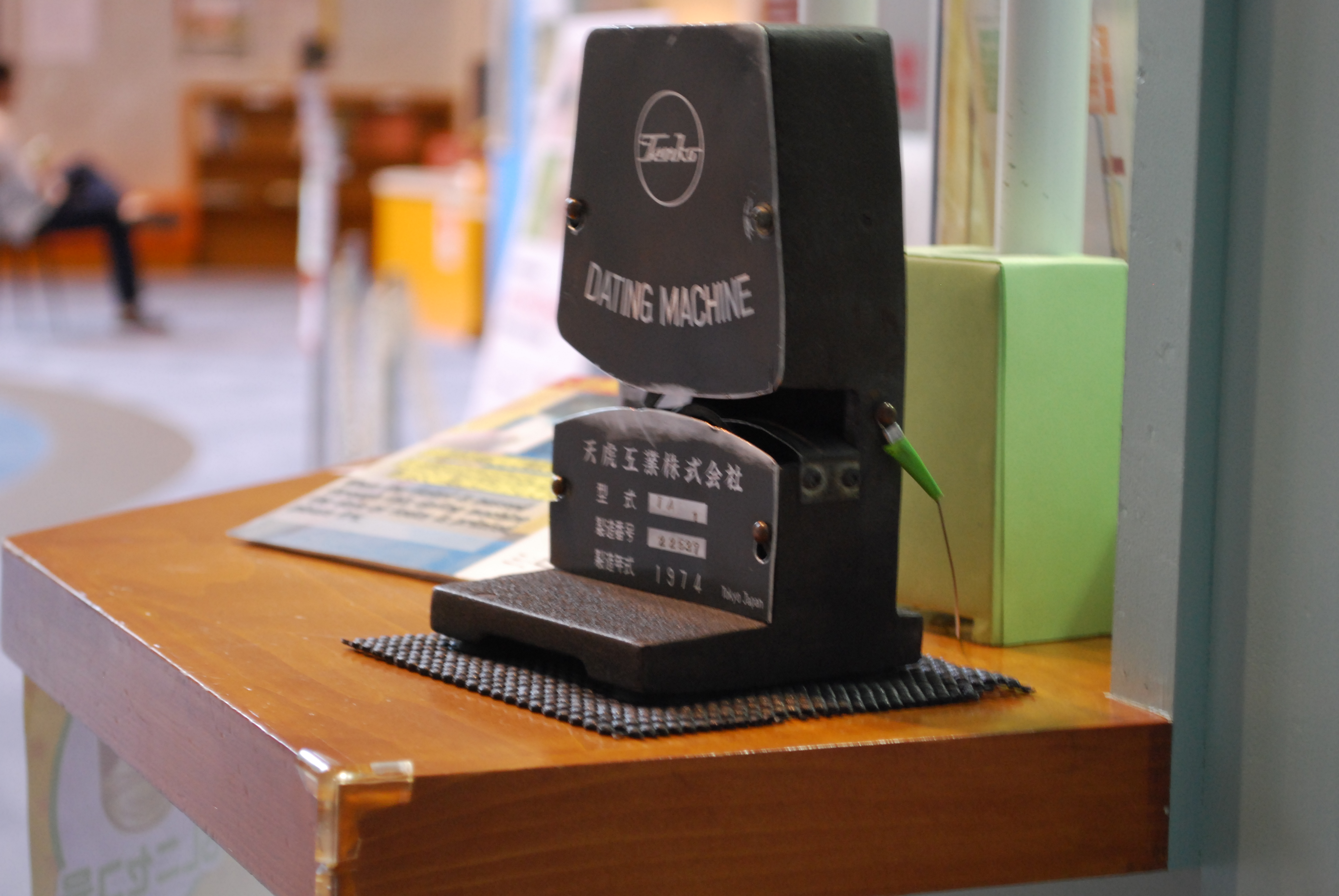
ダッチングマシン

切符に日付を入れる際には、古くからダッチングマシンと呼ばれる機械を用いて日付けを入れていた。しかし現在はメンテナンスに手間がかかることや、コスト削減のため、スタンプを使用している会社も少なくない。
切符は着駅ごとに1枚ずつ順番に番号を割り当て、番号順に発券、残っている券の一番若い番号を調べ、前日の番号と対比することで発券枚数を把握した。
1836年、イギリスのニューカッスル・アンド・カーライル鉄道のミルトン駅駅長であったトーマス・エドモンソンが上記の発売方式とともに考案した。当時は合理的な方式であり、1840年代からイギリスを始めヨーロッパに普及していった。
日本において近年では自動券売機や発券端末の台頭により、2019年（平成31年）4月で自社製造を終了した北海道旅客鉄道（JR北海道）を最後に、JR各社では定期販売を取りやめており、また、他の事業者でも硬券は廃れる傾向にある。しかしながら現在でも島原鉄道、三岐鉄道、近江鉄道、伊勢鉄道などのように一部の鉄道会社では日常的に使われている（発券端末未導入や自動券売機で入場券が購入できないなどの理由による）ほか、通常は硬券を販売していない会社でも記念切符としてセットなどの形で発売されることもある。
日本ではサイズは基本的にA型、B型、C型、D型の4種類である。

### 軟券

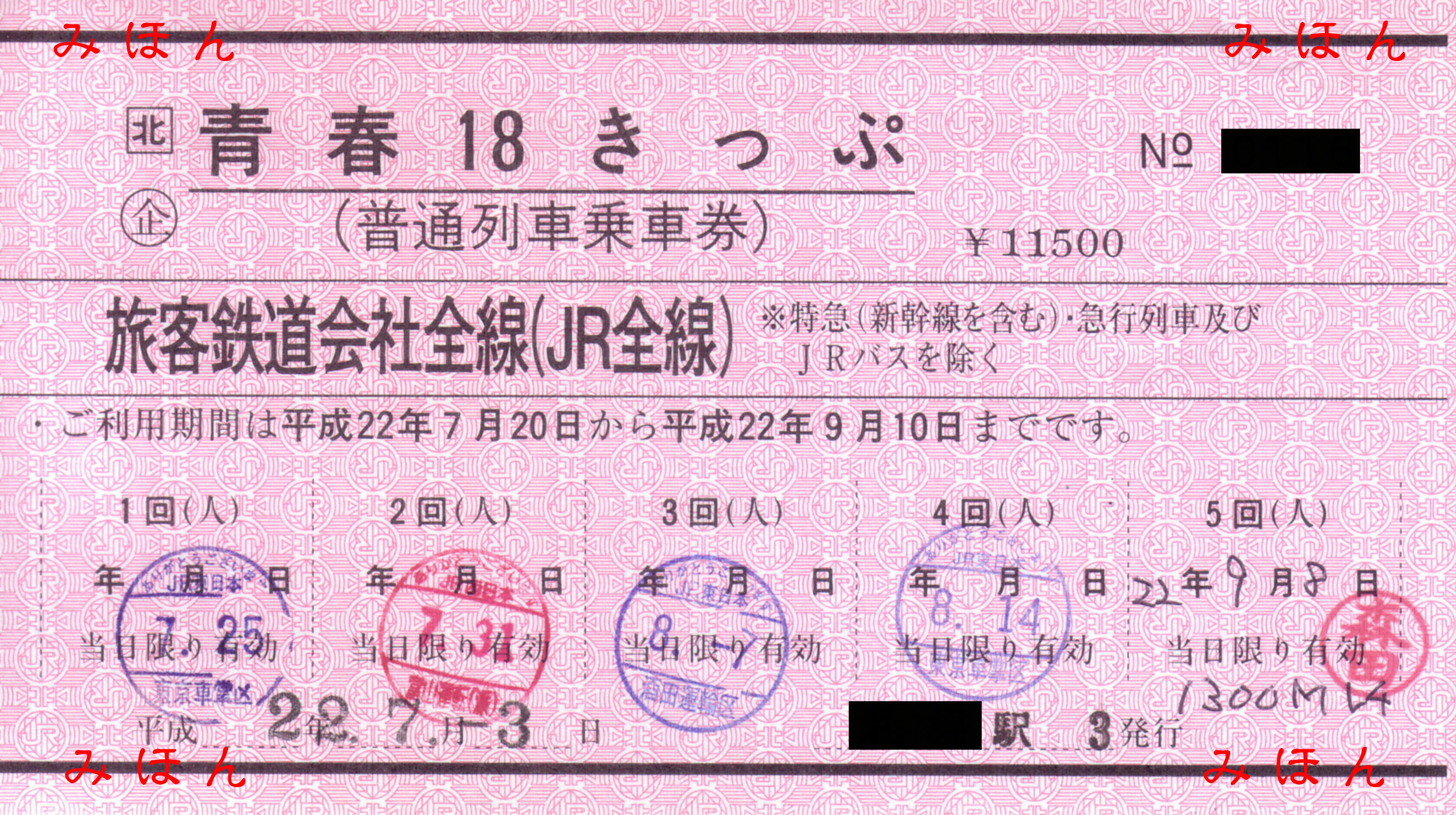
かつて発売されていた「青春18きっぷ」常備券（赤券）平成22年夏

軟券（なんけん）は薄く軟らかい紙を使用した乗車券のことである。鉄道創始期から乗車券として用いられ、硬券が普及した後は定期券などの着駅で回収しない乗車券や、記入事項の多い乗車券、特殊な取扱いを伴う乗車券など、硬券が不向きな乗車券に用いられたが、こちらもロール紙の普及により数を減らしている。
現在では各種補充券や常備券（予め工場で印刷された乗車券・特急券類のこと）などで目にすることができる。

### ロール紙

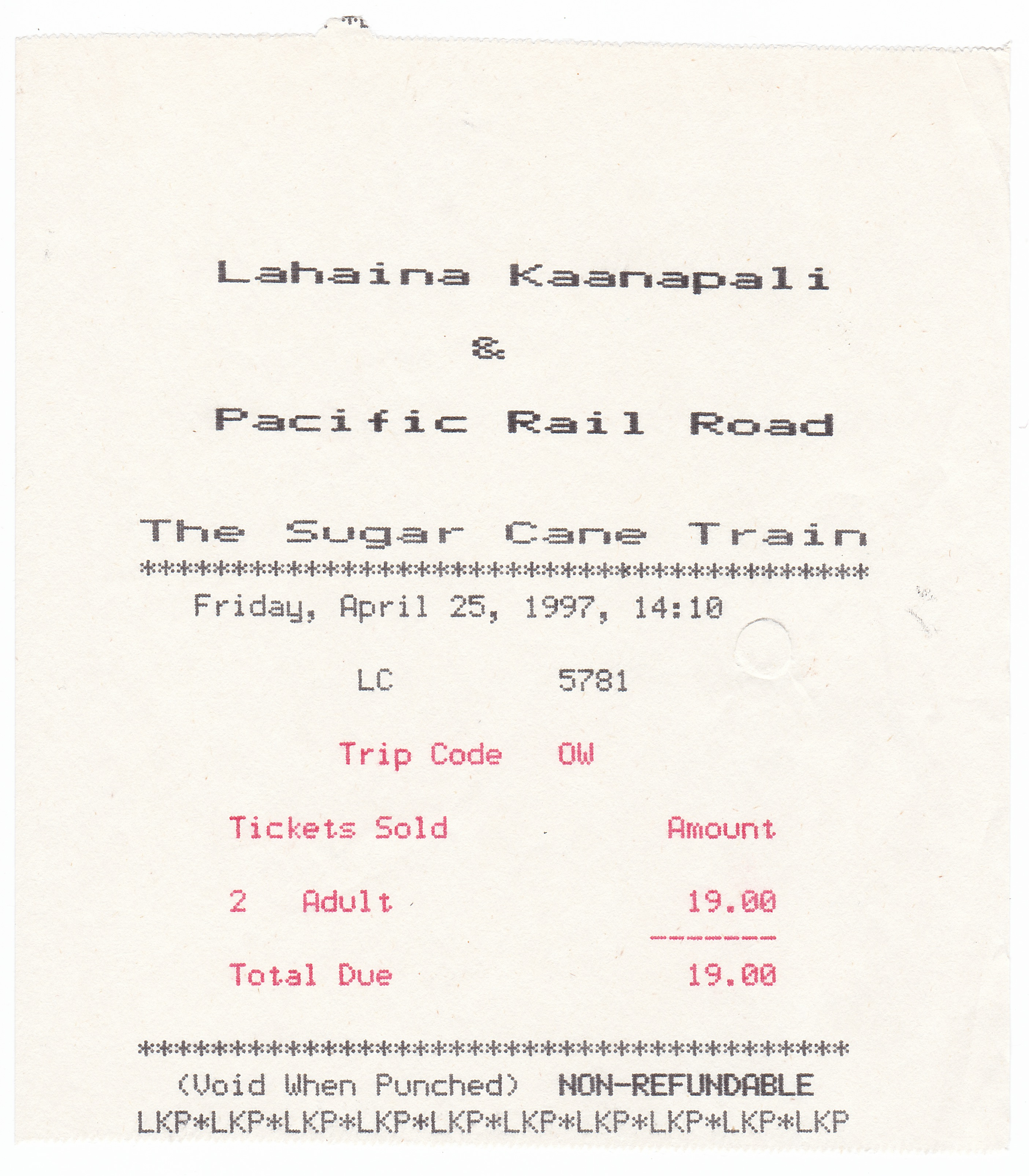
ロール紙の乗車券

自動券売機では、ロール紙などをセットし、発券する際にプリンターで印字している。紙質は硬券より薄く軟らかいが、軟券よりやや硬い。
自動改札機が導入されている地域（事業者）の場合、多くは裏側に磁気による記録面があり、自動券売機やマルス端末で発券される際に必要な情報が記録されて、自動改札機や自動精算機等で読み取られる。

### ICカード
磁気カードに代わる新世代のカードとして、1997年にユーバスカードが登場。その後、2001年のSuicaを皮切りに普及しつつある。プラスチック製のカードを改札機のIC端末に接触させることで改札口を通過する。従来の使い捨てカードとは異なり、カード内の残高が不足してきたら運賃を補充することで何度も繰り返し使えることが最大の特徴と言える。その反面、カードに残高が印字されず、駅や専用の端末以外で残高を確認できないと言ったデメリットも抱えている。
また、乗車用のICカードを発行せずとも、おサイフケータイなどのようなスマートフォンや、タッチ決済に対応したクレジットカードなどの媒体を使って乗車が可能となる例もある。

### QRコード
自動改札機の読み取り部にQRコードをかざし、コードを改札機に読み取らせることで改札口を通過するもの。コードはロール紙等に印刷されたもののほか、携帯電話/スマートフォン等の画面に表示したものを使用することもある。日本の鉄道類では北九州モノレール・沖縄都市モノレール（ゆいレール）などで採用例がある。また、航空券では広く使われている。
2022年11月、JR東日本はQRコードでの乗車を発表した。2024年10月から、東北エリアで「えきねっとQチケ」の名称でサービスを開始しており、順次エリアを拡大する方針である。また、東武鉄道も2024年5月に発表した中期経営計画において、既存の磁気乗車券を全廃した上でQRコードの乗車券を導入する予定であることを明らかにしている。それ以外の首都圏の鉄道会社6社も2026年度末以降にQRコードの乗車券を導入することを2024年5月に発表した。

### その他の素材
アメリカ合衆国や台湾など日本国外の地下鉄や路面電車等の公共交通機関においては、紙製の乗車券ではなく、回収して何度も使われるプラスチックや金属製の乗車券や、トークン（token）と呼ばれる専用のコインを用いるところがある。
いわゆる電子チケットや、スマートフォンのアプリを乗車券として利用する例もある。日本では、ジョルダン『乗換案内』のモバイルチケット、ハイウェイバスドットコム・高速バスネットのWEB乗車券などがバス会社を中心に普及している。

## 日本の乗車券

### 鉄道

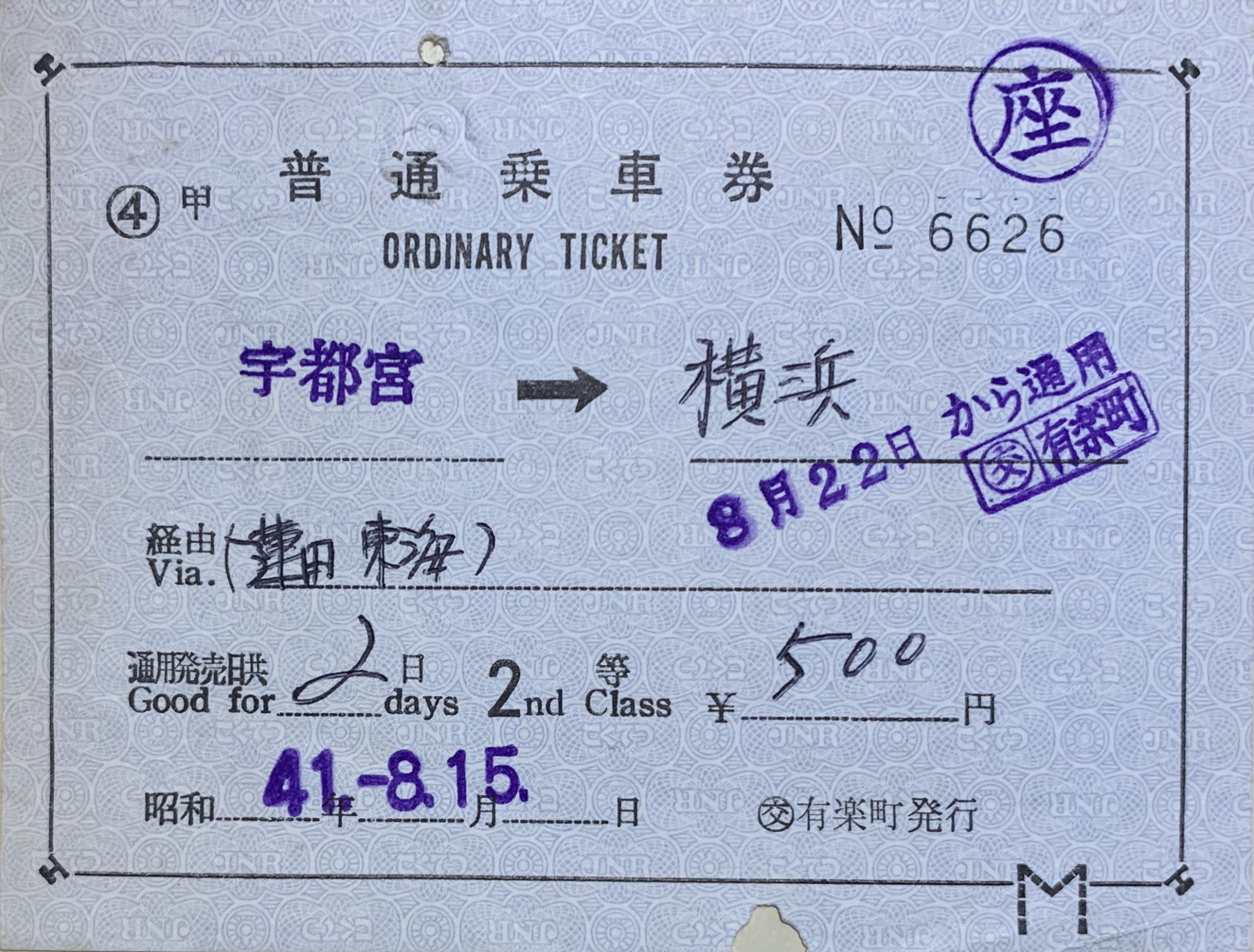
国鉄時代の普通乗車券（1966年）

日本の鉄道の場合、「乗車券」は普通列車の普通車自由席を利用する運送（普通運賃）のためのものであり、急行列車や特別車両などを利用するための特別急行券、急行券、グリーン券、寝台券などの「特別車室券」等（いわゆる「料金券」）と区別される。JRでは旅客営業制度上、乗車券は普通乗車券とされ、乗車券を含む概念として乗車券類がある（入場券は含まれない）。一般には「切符」（JRでの営業案内上はひらがな書きで「きっぷ」）と呼ばれている。
日本の旧・官設鉄道/鉄道省/日本国有鉄道（国鉄）では、創業の1872年（明治5年）から1969年（昭和44年）までは、後述の長距離フェリーや国際線航空券同様に等級制（1960年〈昭和35年〉まで三等級制、1969年〈昭和44年〉まで二等級制）が取られており、運賃や特急・急行料金自体に格差がつけられていた。
合理化の影響で、鉄道においても昭和後期からワンマン列車が増えており、下車時に運賃箱へ運賃分の現金を直接投入させることにより、駅での乗車券の発行を省くケースがある。1971年（昭和46年）に日立電鉄線（2005年に路線廃止）で始まったもので、現在ではJRや多くの鉄道事業者で導入されている。
乗車券の大きさは各社局ほぼ同一であり、おおよそ以下の5種類になる。

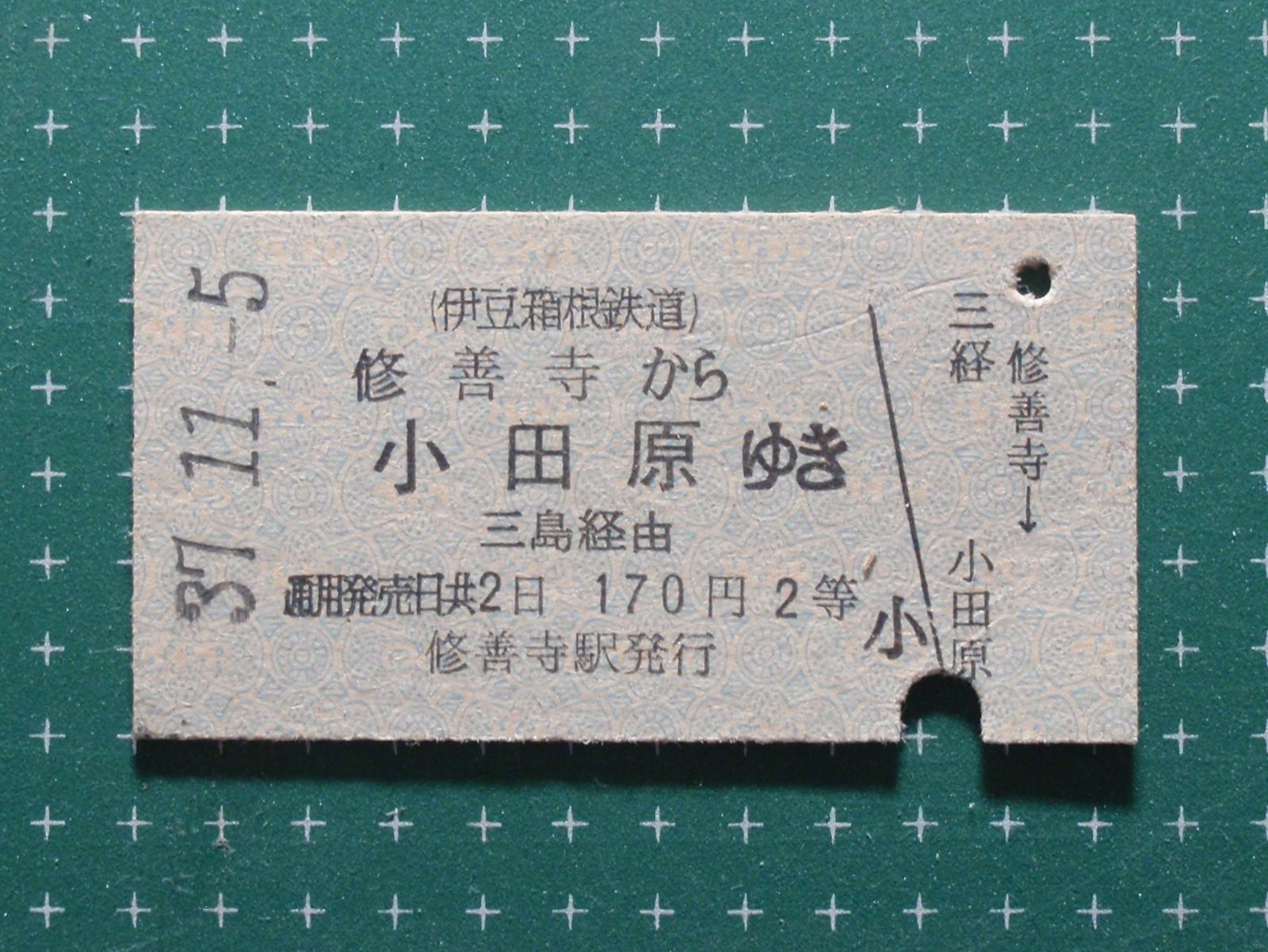
「A型券」（3cm×5.75cm）

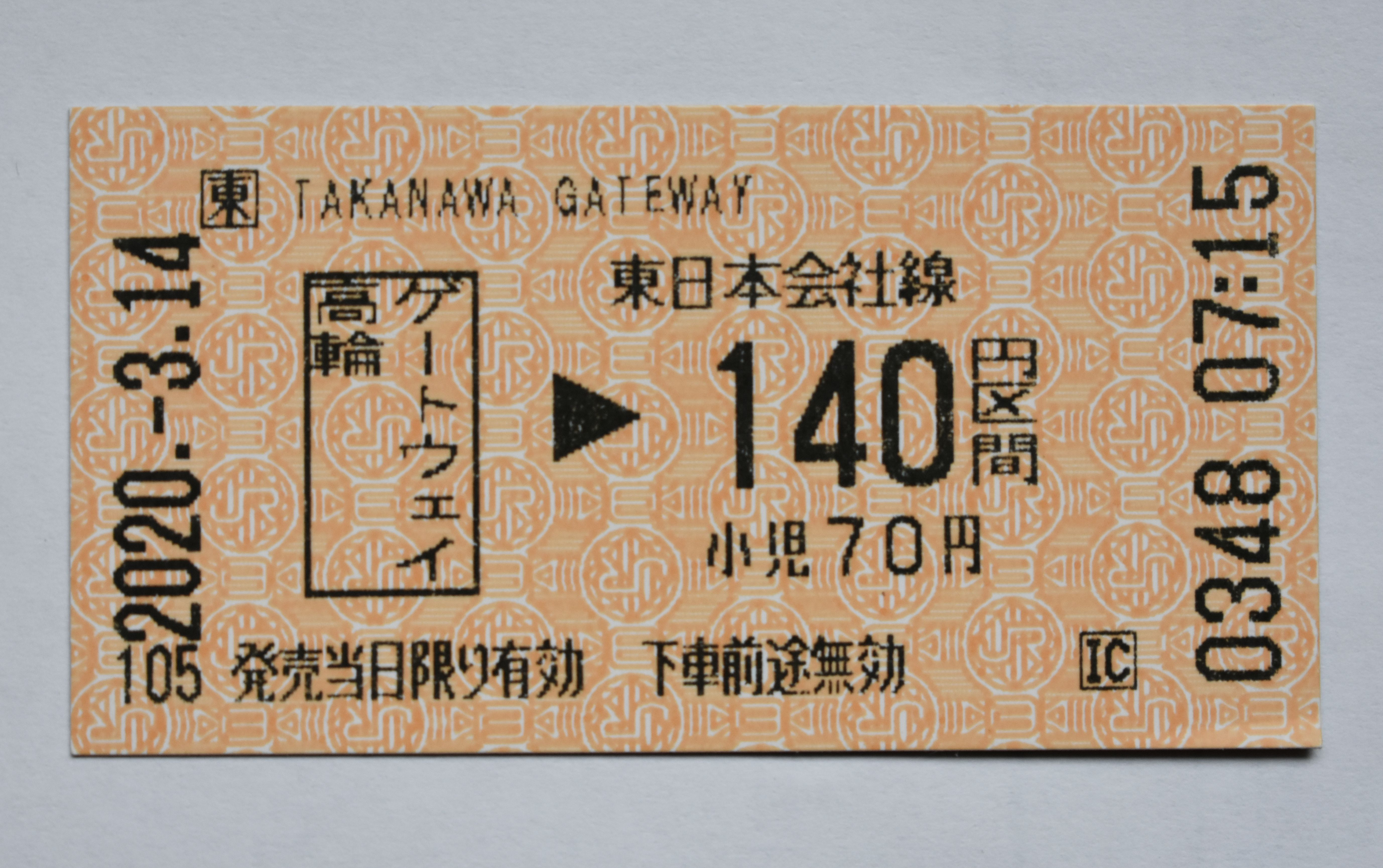
JR東日本の「A型券」（3cm×5.75cm）

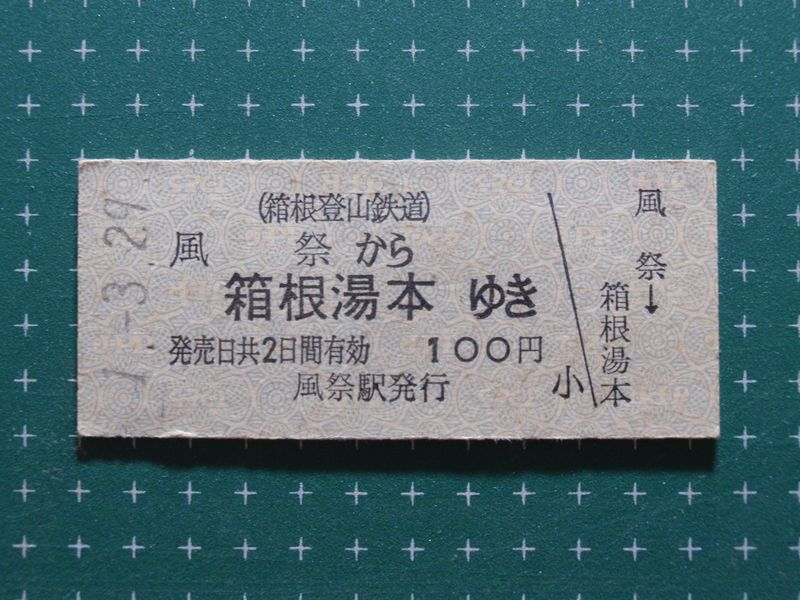
「B型券」（2.5cm×5.75cm）

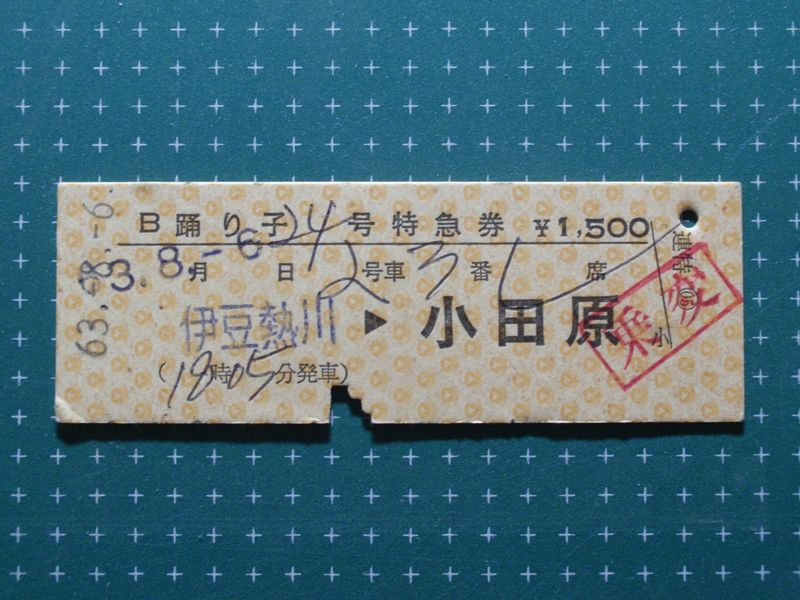
「D型券」（3cm×8.75cm）指定席券だが大きさは同じ

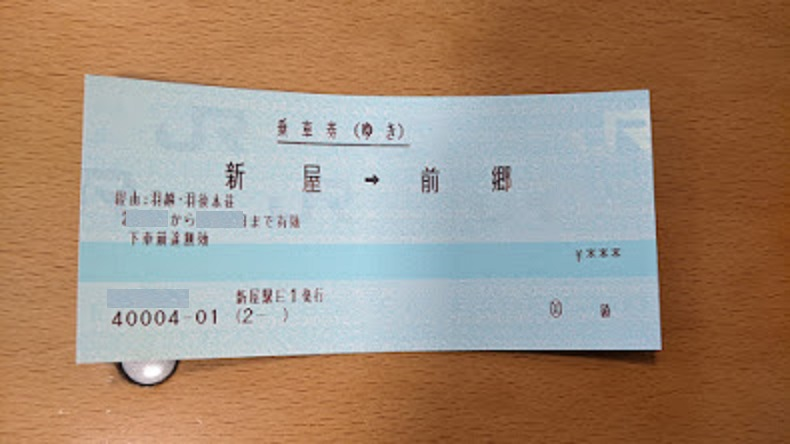
連絡往復乗車券 120mm マルス券

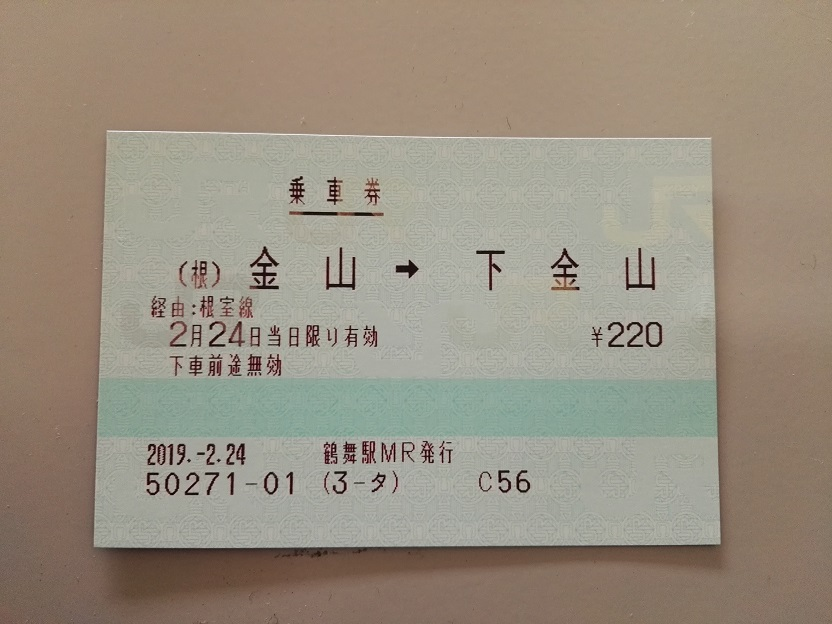
乗車券　8.5cm×5.75cm マルス券

- 3 cm×5.75 cm
イギリスのT・エドモンソンが硬券を考案した際に採用したサイズ（1 3/16 インチ × 2 1/4 インチ）[17] の乗車券で、「A型券」または「エドモンソン券」とも呼ばれる。乗車券の大きさとしては最もポピュラーなもので、現在でも自動券売機用として広く使われている。
- 2.5 cm×5.75 cm
戦前に用紙節約のために考案された。「B型券」とも呼ばれ、現在は多くの私鉄で乗車券や入場券（共に硬券の場合）などに使われている。
- 6 cm×8.75 cm
「C型券」とも呼ばれている。かつては特急券と寝台券を合体した切符などに用いられたが、現在は極一部の私鉄で使用されているのみとなっている。
- 3 cm×8.75 cm
「D型券」とも呼ばれており、現在では一部の私鉄での往復乗車券や記念乗車券・入場券などに使われている。昭和40年代 - 50年代頃には座席指定券や寝台券などにも使用されていた。
- 5.75 cm×8.5 cm
定期乗車券として一般的な大きさで、JRでは「特殊指定共通券第六種」として規定されている。また、MARS（）端末で発券される乗車券類（いわゆる「マルス券」）のうち短いほうのものも同じ大きさ（こちらは「特殊指定共通券第四種」）である。
- 5.75 cm×12 cm
「マルス券」のうち長いほうのもので、「特殊指定共通券第五種」として規定されている。「青春18きっぷ」などの企画乗車券や、寝台券、一部の私鉄連絡乗車券などに用いられている。

上記の他にも国鉄・JRには用途に応じて様々な大きさのものが規定されているが、切符の廃止やマルス端末での発券に統合されたことなどによって特殊指定共通券（第四～六種）に集約され、現在では、ほとんど見られない。なお、各社局が発売する記念乗車券類には多種多様な大きさ・形状のものがある。
2026年度以降、JR東日本を始めとする首都圏の鉄道会社8社では、QRコードを用いた「QR乗車券」を計画している。

### 路線バス

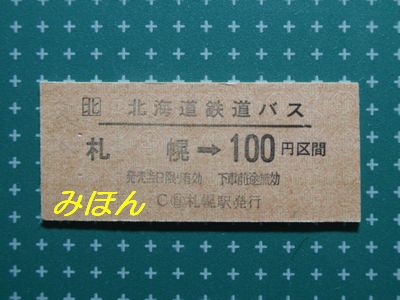
JR北海道バスの乗車券（硬券）

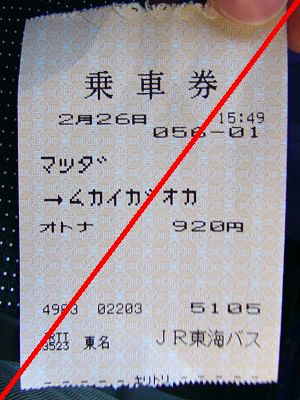
JR東海バス東名高速線の乗車券（車内発券）。いわゆるロール紙だが、東海旅客鉄道（JR東海）の鉄道乗車券と同様に "JR" "C" の地紋が入る。

一般路線バスの場合、乗車する際に乗車券を発券する場合が少ない（多くの場合、乗車時、あるいは降車時に運賃を直接現金や回数券、バスカードなどで支払う）ため乗車券はあまり一般的ではないが、西鉄バスや北海道中央バス、豊鉄バス等では、主要バスターミナルの窓口または券売機にて、初乗りから乗車券を発売している。これは事前購入をすることによるスムーズな降車と車内での両替を少なくする効果がある。また、観光地を抱える東海バスグループ、箱根登山バス、アルピコ交通では、対キロ運賃制のバス乗車に不慣れな乗客のために、案内を兼ねて乗車券を購入の上での乗車を呼びかけている。その他、観光地のバス利用には、旅行代理店で発行するクーポン類も存在する。また走行距離の長い高速バスなどでは、乗車券を発券する場合が多い。
なお、予約制の一部高速バスでは、インターネット予約後、ウェブ決済で表示される乗車票ページをパソコンに接続したプリンターで印刷したものや、コンビニエンスストアで多機能端末（ローソン、ファミリーマート）や代行収納サービス（セブン-イレブン）を利用して運賃を支払い、レジで打ち出される控え証を乗車券とする場合もある。
基本的には利用する区間の運送のために発行されるが、高速バスなど座席が指定されているものなどは座席指定券と同等の機能を持つ場合もある。また、一部の路線バスで、鉄道の場合における急行列車に相当するバスが運行される場合があり、乗車時に急行料金を徴する場合もある。

### 乗車券の法令と規則
以下では主として鉄道の乗車券を扱う。

#### 法的性質
旅客運送契約に基づき運送を請求する債権を証明又は表章する証券である。通常、無記名の普通乗車券は有価証券で、権利の移転と行使に当該証券が必要となる。ただし、使用開始（入鋏）後の乗車券は、譲渡ができないため、証拠証券に過ぎないものと解されている。
鉄道営業法は、別段の定めのある場合のほかは、乗車券を所持しない旅客の乗車を禁じている（ただし、兵庫県の北条鉄道などは乗車券を発行していないため、下車駅で支払う形式をとっている）。
また、鉄道運輸規程によると、乗車券は通用区間中いずれの部分に付いても効力を有するものとされ、原則として途中下車が可能である。ただし、鉄道事業者が別段の定めをすれば例外が認められる。詳しくは途中下車の項を参照のこと。
旅客運送契約の内容は、JR各社では運送約款である旅客営業規則で定められる。私鉄各社はそれぞれ独自に同様の運送約款を定めている（例:近畿日本鉄道における往復乗車券の有効期間は、復片に限り片道乗車券の2倍である）が、JR各社の旅客営業規則の内容に相当程度準拠している場合もある。

#### 払い戻しに関する規定
運賃は目的地に運送することに対する対価であるので、その目的が完遂されればどれだけ遅延が生じても払い戻しはなされない。払い戻しは基本的に旅行中止の場合に限られる（JR旅客営業規則第282条 - 289条）。
- 旅行開始前の段階で列車が運転されないなどの理由で旅行を中止する場合は、運賃・料金が全額無手数料で払い戻される。
また、不通区間をJR旅客鉄道以外の手段で別途旅行する場合は、予め不乗証明書の交付を受けることで、旅行後に不乗区間の運賃が払い戻される。
- 旅行開始後は、
  - 到着が2時間以上遅れた場合、自動改札機から出る切符に遅払証の印字が行われ、遅延が起きてから1年以内に全国のJRのきっぷうりばの窓口で提示すれば、払い戻しが行われる[19]。
  - 遅延により目的地に向かう列車に1時間以上接続を欠く場合、もしくはそれらが確実である場合に旅行を中止するとき、出発駅か途中駅まで無賃送還を受けることができる（途中下車をしていない場合）。この場合、運賃は出発地まで戻る場合は全額、途中駅まで引き返す場合は出発駅から下車駅までの運賃を差し引いた差額が払い戻される。回数乗車券で出発駅までの無賃送還を受ける場合、使用を取り消してその券片を再度利用できる。

料金は払い戻しの対象ではないが、送還の際には同級の車両に乗車できる。なお、急行・特急の到着が2時間以上遅れた場合は急行・特急料金も払い戻しの対象となる。
- 定期乗車券・回数乗車券は、5日以上連続で不通となった区間を含む場合に、不通日数分の有効期間延長か払い戻し（定期券は不通日数分の日割り、回数券の場合は発売額から使用枚数相当額を差し引いた分）を受けられる。

不通などによらない任意の旅行中止の場合は、払い戻し手数料がかかる。また、一度だけ同じ種類の乗車券に変更することができる（いずれも乗車券の有効期間内である場合に可能）。旅行開始後の場合は、有効期間内で未使用区間の営業キロが101km以上ある場合に限り、使用済みの区間の運賃と払い戻し手数料を差し引いた分が払い戻される。

#### 乗車券などの不正使用の場合の取り扱い
旅客営業規則等によると、JRや私鉄では、キセル乗車などで不正に乗車券を使用したり、特別料金を免れたりした場合には、所持していた乗車券などを無効として回収するほか、乗車区間がわかっている場合はその区間の、不明な場合は別に定める区間に対して、以下の運賃・料金が請求される。
- 普通乗車券の場合: 普通運賃とその2倍の増運賃（料金を含む場合は当該料金と2倍の増料金を含む）＝（普通運賃+料金）×3
- 定期乗車券の場合: 有効期間開始日から発見当日まで一日一回往復利用したものとして、普通運賃とその2倍の増運賃（料金を含む場合は当該料金と2倍の増料金を含む）＝（普通運賃+料金）×日数×2×3

さらに、常習で行っていた場合や悪質な場合は損害賠償を請求されたり、詐欺罪や建造物侵入罪（駅施設への無断立入とみなされる場合がある）で処罰される可能性もある。

#### 乗車券類を紛失した場合の取り扱い
乗車券を紛失した場合、旅客営業規則第7章第3節第3款「乗車券類の紛失」に基づき以下の措置が取られる。
- 係員が紛失の事実を認定することが出来た場合 : 全乗車区間における普通運賃を収受する。
- 係員が紛失の事実を認定することが出来ない場合 : 前項の不正乗車と同様の扱いを行うが、3倍の増運賃を支払うのは乗車駅から現在駅までのみとなる。

なお、運賃を再度支払った場合、旅行終了駅にて再収受証明書の交付を請求することができ、1年以内に紛失した乗車券類が発見された時にはその発見した乗車券類と再収受証明書を駅窓口に提示することで、再発行を行った乗車券の払い戻しを行うことが可能となっている。
以上のように、乗車券の紛失は、実際に乗車した区間の運賃より高額の支払いが必要になる場合があるので、注意が必要である。その例として、東日本旅客鉄道（JR東日本）では、乗車券紛失防止の啓発ポスターで「出発駅から3倍の運賃をお支払いいただくこともございます」と警告している。乗車券が盗難にあった場合も紛失に準ずる扱いとなる。

#### 乗車券の有効期間
JRの旅客営業規則では、乗車券の種類、条件または営業キロによって乗車券の有効期間が定められる。
| 営業キロ              | 有効期間 |
| --------------------- | -------- |
| 100キロ以下           | 1日      |
| 100キロ超200キロ以下  | 2日      |
| 200キロ超400キロ以下  | 3日      |
| 400キロ超600キロ以下  | 4日      |
| 600キロ超800キロ以下  | 5日      |
| 800キロ超1000キロ以下 | 6日      |

- 普通乗車券（片道）は、大都市近郊区間内各駅相互発着の場合と、営業キロが100キロ以下の場合は1日、営業キロが100キロ超200キロ以下の場合は2日、200キロを超える場合は、200キロごとに1日を加える[21]。
- 普通乗車券（往復）の場合は、片道乗車券の有効期間の2倍となる。
  - ただし、往路と復路が異なる場合で、その経路が山陽本線（新下関駅 - 門司駅間）および鹿児島本線（門司駅 - 博多駅間）、山陽新幹線（新下関駅 - 小倉駅間）および九州新幹線（小倉駅 - 博多駅間）の相互経路の場合に往復乗車券を発売する特例において発売された往復乗車券は、往路と復路の各区間の片道乗車券の有効期間を合計した期間となる[22][23]。

- 通学・通勤定期乗車券は、1箇月、3箇月、6箇月のいずれかとなる。
- そのほか、特殊均一定期乗車券は1箇月、特別車両定期乗車券は1箇月又は3箇月、通学用割引普通回数乗車券は6箇月、割引の普通回数乗車券は3箇月と定められている。

#### 途中下車
JRの乗車券では、後戻りせずに何度でも途中下車（乗車券の発着区間内における着駅以外の駅で改札外に出ること）をし、再び列車に乗り継ぐことができる。
- ただし、以下に掲げる乗車券では、途中下車ができない。
  - 営業キロが片道100キロ以下の普通乗車券
  - 大都市近郊近郊区間内各駅相互発着の普通乗車券
  - 一部の特別企画乗車券
- 特定都区市内または東京山手線内を発着する普通乗車券を使用する場合において、その当該区域内にある各駅では途中下車はできない。

### 記念乗車券

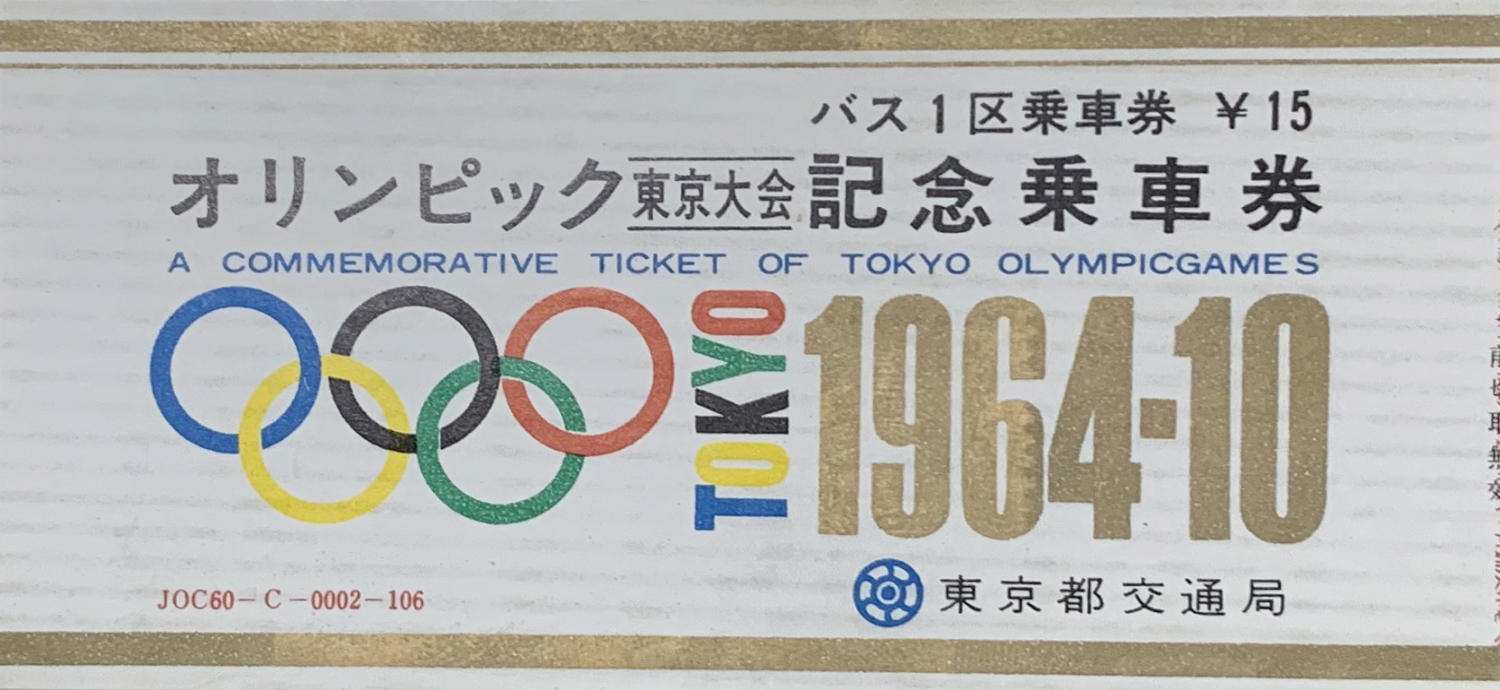
オリンピック 東京大会 記念乗車券 （東京都交通局）

新駅・新路線の開業・開通や、新型車両の導入、施設の改良などのほか、路線の廃止など事業者にとっての節目となる出来事や、新年など社会的に慶祝すべき事柄を記念して発行する乗車券類を記念乗車券という。同様の目的・理由で発行される「記念入場券」もある。
観光路線などでは「乗車の記念」「観光の記念」で発行されるものもある。また、定員制のイベント列車の「乗車の記念」というものもある。
多くの場合、普通乗車券として発行されるが、国鉄を中心に1970年代頃は急行券・特急券等の料金券で発行された例も見られた。極めて珍しい事例として、定期券で発売されたこともある。
戦前から1960年代までは1枚もので、初乗り運賃相当の乗車券として販売されるケースが多く見られたが、その後に複数枚をセットにして販売されるものが増え、高額化する傾向になった。1970年代頃からは、大きさや形状、デザインも個性的なものが出現し、紙以外の素材を用いたり、立体的な造形にしたりしたものまで発売され、ピンバッジなどの記念グッズと組み合わせて販売されるものもある。
1990年代になると発売数が減少する一方、乗車カードの普及により記念カードの形で発行される事例が増えた。2000年代以降は交通系ICカードの普及に伴う磁気カードの廃止に伴い、再び紙の記念切符が発行される例がある。また製造コストの高さから発行数は少ないが、記念ICカードを発行する事業者も現れている。
以上の様に発売件数は減少したものの、高額化の傾向は維持されており、近年は特に、硬券乗車券もしくは入場券を大量にセット化された商品が目立つ。

### 縁起物の乗車券
入場券と同様に、縁起の良い駅名を組み合わせた乗車券が人気を集めることもある。代表的なものには以下がある。
- 豊富駅 → 徳満駅 （宗谷本線）「豊かさに富み、徳満ちる」
- 愛国駅 → 幸福駅 「愛国（愛の国）から幸福へ」鉄道廃止後も十勝バスにおいてバス乗車券として発売されている。
- 新生駅 → 大樹駅 「新しく生まれ大きな樹へ」（成熟を祈るもの）
- 大正駅 → 幸福駅 「たいそう（大正）幸福に」
いずれも1987年に廃線となった広尾線において人気を集めた乗車券。特に愛国→幸福の乗車券に関しては、路線の廃止後もレプリカが愛国駅で売られている。
- 足寄駅 → 愛冠駅 「愛のカップ（冠）ル」
2006年のふるさと銀河線廃止後は足寄発のもののみが売られている。
- 勝田駅 → 金上駅（ひたちなか海浜鉄道湊線）「勝った・金運を上げる」
- 取手駅 → 大宝駅（関東鉄道常総線）「大きな宝（大宝）を取って（取手）」
- 宝積寺駅 → 大金駅（烏山線）「宝を積んで大金持ち」
- 銚子駅 → 本銚子駅（銚子電鉄）「本調子」
- 京成小岩駅 → 京成成田駅「恋は成り立つ」
- 京成八幡駅 → 京成高砂駅「やがて八幡様で高砂や～」
いずれも京成本線。京成電鉄が1999年に発売したバレンタインデー記念乗車券として上記2種類を組み合わせて発売された。
- 福生駅 → 金子駅（青梅線・八高線）
- 鶴見駅 → 亀有駅（京浜東北線・常磐緩行線）「鶴は千年亀は万年」のことわざにちなみ、記念乗車券やオレンジカードも販売されたことがあった。
- ゆめが丘駅 → 希望ヶ丘駅 （相模鉄道）「夢・希望」
- 鶴舞駅 → 亀崎駅（中央本線・武豊線）「鶴は千年亀は万年」にちなんだもの
- 金山駅 → 鶴舞駅（中央本線）「金の山に鶴が舞う」
- 桜駅 → 栄生駅（名鉄名古屋本線）「桜咲こう」
- 栄生駅 → 金山駅（名鉄名古屋本線）
- 厚狭駅 → 目出駅（山陽本線、小野田線）「朝（厚狭）からめで（目出）たい」
- 鶴羽駅 → 丸亀駅（高徳線・予讃線）「鶴は千年亀は万年」にちなんだもの
- 半家駅 → 増毛駅（予土線・留萌本線）「ハゲ（半家）がフサフサに（増毛）」実際には2万円以上の高額となる。
- 今福駅 → 大学駅（松浦鉄道）
- 愛野駅 → 吾妻駅（島原鉄道）「愛しの（愛野）吾が妻」
- 真幸駅 → 吉松駅 → 鶴丸駅（肥薩線・吉都線）縁起の良い文字が並ぶ。
- 追分駅 → 成功駅（台湾鉄路管理局）「追分成功」=点を追い上げ成功する
- 永康駅 → 保安駅（台湾鉄路管理局）「永保安康」=健康で安らかな暮らしを永遠に保つ
- 福吉駅 → 大入駅（筑肥線）「福」と「吉」が大入り
- 落出バス停 → 郷角バス停・大成バス停（愛媛県久万高原町営バス）「ごうかく」行ならびに「大成」行。国鉄バス・JR四国松山高知急行線からの転換路線で、転換前からは販売していた。

## イギリスの乗車券
ロンドンの地下鉄やバスには乗車券のほか、地下鉄やバスに1日乗り放題の「トラベルカード」やプリペイド式磁気カードの「オイスターカード」などがある。ロンドン地下鉄の乗車券は自動券売機で購入する（オイスターカードも自動券売機でチャージできる）。ロンドン地下鉄には下車時の乗り越し精算のシステムはなく確実に目的地までの乗車券を購入する必要があり乗り越すと罰金が科せられる。

## フランスの乗車券
フランス国鉄の運賃は、時季、曜日、出発時間帯等で細かく設定されており、割引料金もいくつか存在する。フランス国鉄の乗車券は、予約（座席指定等）を伴う乗車券はその列車のみ、座席指定のない乗車券は刻印機での刻印から原則7日以内（最終日の24時まで）が使用期限となっている。なお、フランス国鉄のサイト上で購入されるEチケットについては刻印は不要である。

## イタリアの乗車券
ローマ地下鉄の乗車券には1回券（B.I.T.）、1日券（B.I.G.）、3日券（B.T.I.）、1週間券（C.I.S.）がある。ローマ地下鉄の乗車券は駅構内の自動券売機や窓口だけでなくタバッキ（駅周辺のタバコ屋）でも販売されている。

## オーストリアの乗車券
ウィーン地下鉄（ウーバーン）の乗車券は各駅に設置されている自動券売機で購入できる。オーストリアの公共交通機関では改札口又は車内での乗車券への刻印が義務付けられており、検札員の確認時に誤った乗車券を持っていると罰金が科せられる。

## 乗船券・航空券

### 乗船券
船の場合、長距離フェリーや外洋航路のように、長時間の航海を行う航路では、特等・1等・2等と船内の設備に差をつける等級制を採っていることが多い。この場合、特等運賃、1等運賃、2等運賃の形になり、運賃自体の格差が設定されており、日本の鉄道でいうグリーン券や寝台券などの付加料金が含まれた形とは別の形態である。
鉄道連絡船を含むフェリーの場合、自動車を航送する場合には、自動車航送料に運転手一人分の2等運賃が含まれており、上級船室を利用したい場合には、上級船室に空席があれば2等運賃と1等・特等運賃の差額を支払うことで、上級船室に変更可能である。
但し、短距離のフェリーや渡船などのように等級制を採用していない場合には、鉄道・バスなどの乗車券と同じ形となる。外洋航路の場合、いわゆる賄い料（食事代）を含む形態を取る場合もある。
券面にミシン目が入った乗船券を発行している航路もある。乗船時に半分を切り取って回収し、下船時に半券を回収する。短距離の渡船では運賃を直接収受し、乗船券を発行しない航路もある。
一般に、発行形態は他のものと変わらないが、フェリーにおいては「航送指示書」をもって乗船券に代える場合もある。また、短距離のシャトル航路以外では、乗船時に幼児を含む同行者全員の乗船名簿を記載する必要がある。これは海上保安庁の通達によって義務づけられており、不実の情報を記載すると万一の遭難の際に身元確認が困難になる。よって「乗船券」は航空券同様に「記名式の有価証券」と言える。鉄道連絡船では青函連絡船がこれに該当し、乗船名簿記入が義務づけられていた。
乗船客の優先順位を決めるのに乗船名簿を利用する例もあり、実際に青函連絡船では鉄道からの乗り継ぎ客を優先的に乗船させるため、列車内で通常とは違う色（もしくは「特」等のマーク入り）の乗船名簿を配布し、乗り継ぎ客とそれ以外の客を区別する方法が取られていた。

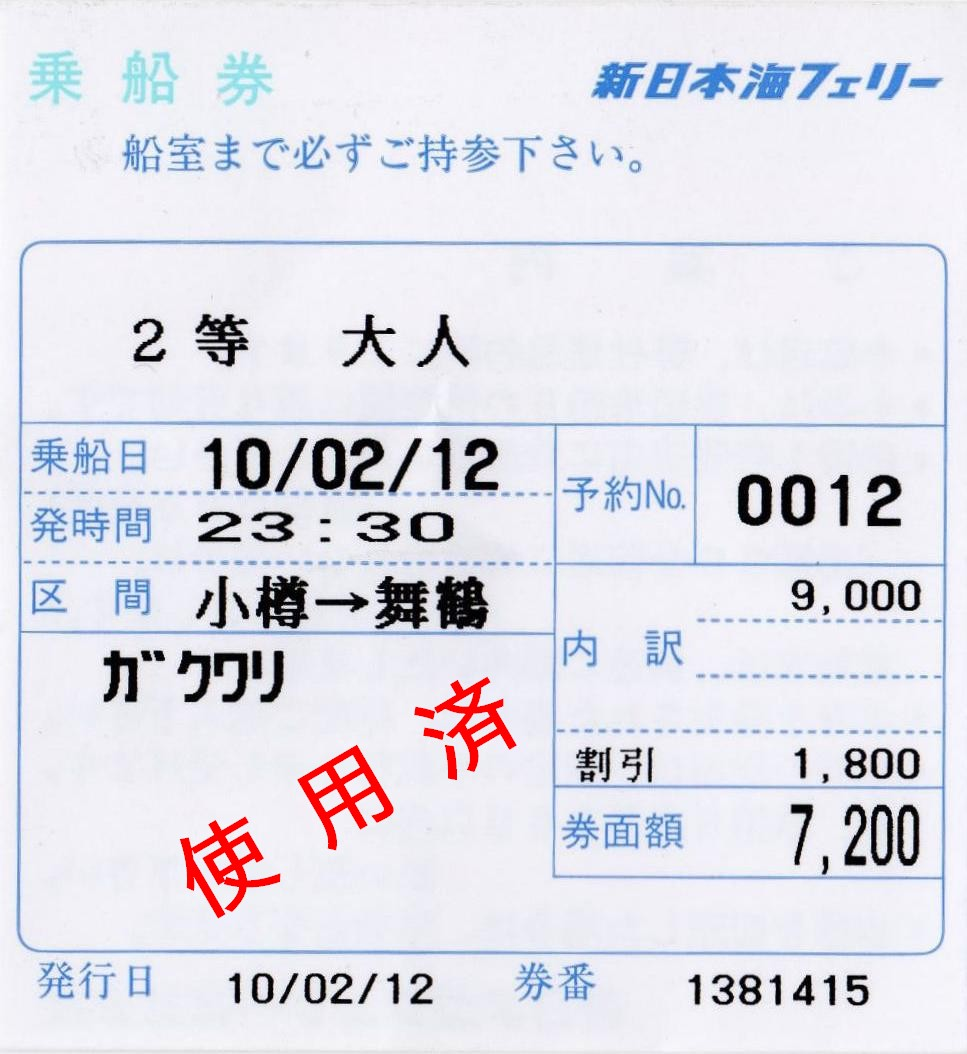
新日本海フェリー小樽・舞鶴航路の乗船券（乗船・下船時に半券回収済み）
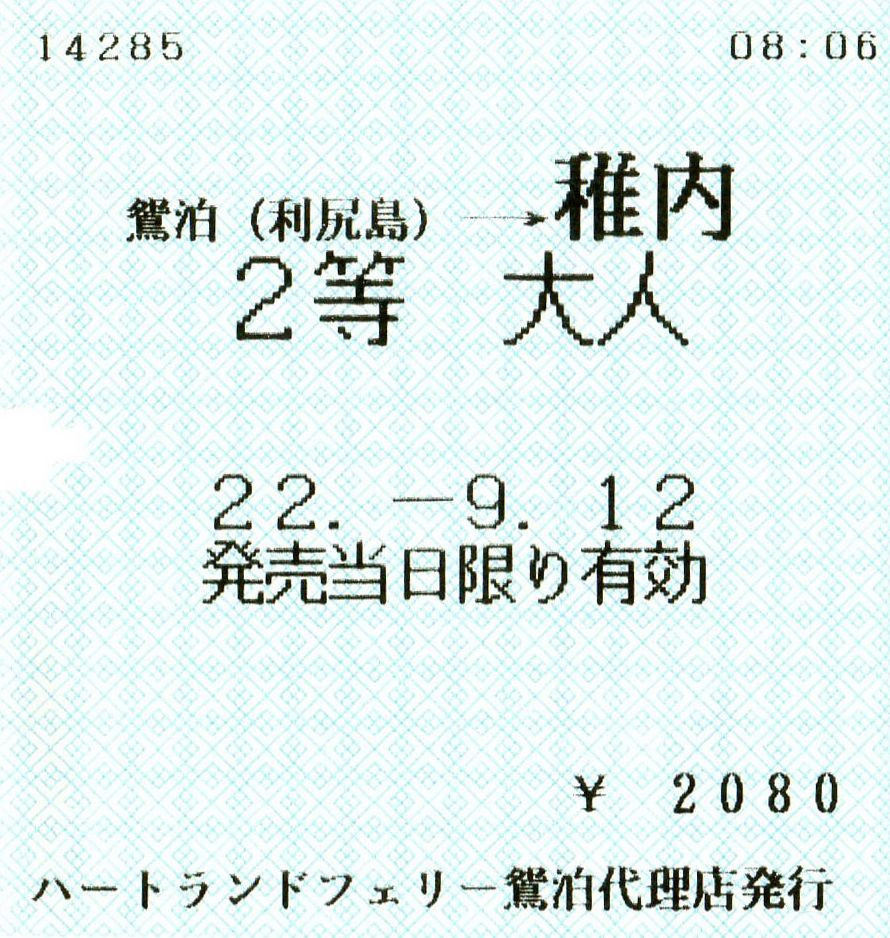
ハートランドフェリー稚内・利礼航路の乗船券
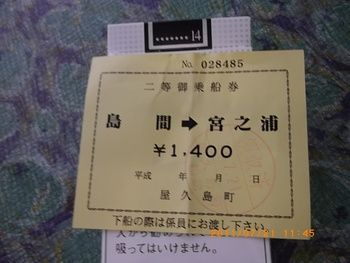
種子島島間港から屋久島宮之浦港に就航している貨客船、人のみ乗船券
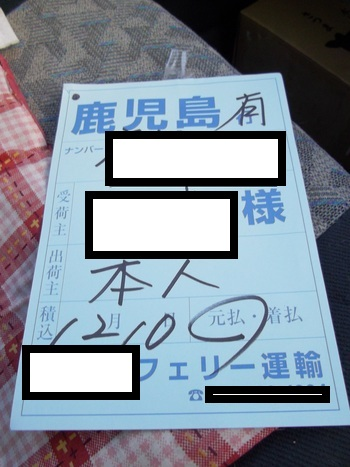
厳密には乗船券にはならないのだが、車両を乗船(航送)させるための航送券も乗船券の一種。
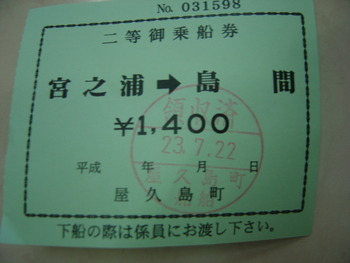
貨客船二等乗船券
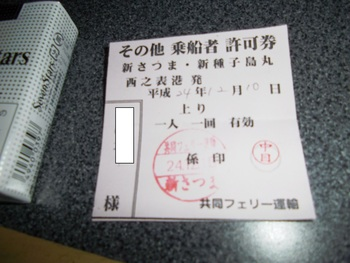
貨物船乗船券(ドライバー用)